# Eoborus
Eoborus é um gênero fóssil de caracóis terrestres que respiram ar, de tamanho médio, gastrópodes pulmonados terrestres da família Strophocheilidae . Eoborus é o registro fóssil mais antigo de Strophocheilidae, datado do Paleoceno Médio do Brasil ( Bacia de Itaboraí )  e do Uruguai (Bacia de Santa Lucía). As espécies brasileiras, ao lado de Eoborus charruanus do Uruguai, são o registro fóssil mais antigo da família.
O pequeno tamanho e grande umbigo do Eoborus são suas características mais marcantes; é considerado primitivo na família Strophocheilidae .

## Espécies
Espécies dentro do gênero Eoborus incluem:
- †Eoborus berroi Klappenbach & Olazarri, 1986[2] - encontrado no  Uruguay
- †Eoborus charruanus (Frenguelli, 1930) - encontrado no Uruguai e Argentina - espécie tipo do gênero
- †Eoborus fusiforme Salvador & Simone, 2013[4] - encontrado no Brasil
- †Eoborus rotundus Salvador & Simone, 2012[1] - encontrado no Brasil
- †Eoborus sanctijosephi (Maury, 1935)[5] - do Brasil

Alguns autores observam que duas outras espécies, Strophocheilus chubutensis e Strophocheilus hauthali também poderiam pertencer a Eoborus .